# 巴雅尔图胡硕镇
巴雅尔图胡硕镇，是中华人民共和国内蒙古自治区通辽市扎鲁特旗下辖的一个乡镇级行政单位。

## 行政区划
巴雅尔图胡硕镇下辖以下地区：
巴雅尔图胡硕嘎查、都日布勒吉嘎查、浩布勒图嘎查、南萨拉嘎查、别日木图哈达嘎查、温都尔哈达嘎查、图布信嘎查、巴彦乌拉嘎查和海日罕林场。